# Гус (Нидерланды)
Гус (нидерл. Goes) — город в Нидерландах на полуострове Зёйд-Бевеланд, административный центр общины Гус в провинции Зеландия.

## История
Населённый пункт на берегу реки Корте-Гос возник ещё в X веке. В начале XII века там уже была рыночная площадь и церковь, посвящённая деве Марии. В 1405 году Гус получил статус города, а в 1417 году ему было дозволено возвести городские стены. Процветание города основывалось на добыче соли и производстве одежды.
К XVI веку город потерял связь с морем и пришёл в упадок. В 1544 году большой пожар уничтожил часть города. В 1577 году князь Мориц Нассауский изгнал из города испанский гарнизон и вновь отстроил городские стены. Впоследствии город продолжал оставаться в основном центром сельскохозяйственного района.
В 1868 году через город прошла железная дорога.
В годы Первой мировой войны один британский аэроплан по ошибке сбросил на Гус семь бомб, в результате чего было разрушено одно здание и погиб один человек.
В 1970-1980-х годах началось бурное развитие Гуса, и он стал четвёртым по важности экономическим центром провинции Зеландия.

## Известные уроженцы
- Франс де Мюнк (1922—2010) — футболист и тренер